# U 636
U 636 war ein deutsches Unterseeboot des Typs VII C, ein so genanntes „Atlantikboot“. Es wurde durch die deutsche Kriegsmarine während des U-Boot-Krieges im Nordmeer zu Minenlegeeinsätzen und Wetterunternehmungen und im Kampf gegen alliierte Nordmeergeleitzüge eingesetzt.

## Technische Daten
Ein VII C-Boot hatte eine Länge von 67 m und eine Verdrängung von 865 m³ unter Wasser. Es verfügte über zwei Dieselmotoren, die über Wasser eine Geschwindigkeit von 17 kn ermöglichten. Bei der Unterwasserfahrt trieben zwei Elektromotoren das Boot zu einer Geschwindigkeit von 7 kn an. Die Bewaffnung bestand bis 1944 aus einer 8,8 cm Kanone und einer 2,0 cm Flak an Deck, danach wurde die Artilleriebewaffnung bei allen Booten dieses Typs verstärkt. Die Hauptwaffe der VII-C Boote waren jedoch die vier Bugtorpedorohre und das eine Hecktorpedorohr. Üblicherweise führte ein VII C-Boot 14 Torpedos mit sich.

## Einsatzgeschichte
Zwischen August 1942 und März 1943 gehörte U 636 zur 5. U-Flottille, einer Ausbildungsflottille, die in Kiel stationiert war. Kommandant Hildebrandt unternahm in dieser Zeit Ausbildungsfahrten in der Ostsee zum Einfahren des Bootes und zum Training der Besatzung. Am 1. April 1943 wurde das Boot der 11. U-Flottille unterstellt, die erst im Vorjahr aufgestellt und in Bergen stationiert war. U 636 verließ Kiel am 17. April und lief vier Tage später in seinen neuen Stützpunkt ein. Von hier und weiteren norwegischen Stützpunkten der Kriegsmarine absolvierte Kommandant Hildebrandt mit U 636 vier weitere Unternehmungen und eine Verlegungsfahrt. Im Frühjahr 1944 übernahm Eberhard Schendel das Kommando auf U 636, der das Boot bis zu seiner Versenkung auf acht weiteren Fahrten kommandierte.       

### Minenunternehmungen
Am 31. Juli lief Kommandant Hildebrandt mit U 636 von Hammerfest aus zu einer Minenunternehmung aus, von der das Boot am 7. August zurückkehrte. Am 14. August brach das Boot zu einer weiteren Minenunternehmung auf. Am Abend des 23. August 1943 brachte U 636 zwischen 19:25 Uhr und 21:25 Uhr im Seegebiet vor Dikson 24 Minen aus. Die erstellte Minensperre erhielt den Codenamen Seekuh 1. Am 6. September 1943 lief der Dampfer Tbilisi in der Karasee auf eine Mine der Minensperre Seekuh 1. Das sowjetische Schiff sank in 12 m Tiefe auf Grund. Zwei Seeleute kamen ums Leben, die restliche Besatzung konnte gerettet werden und wurde durch den Dampfer Svilaga und den Minensucher TSC-42 aufgenommen.
Im Gebiet derselben Minensperre ging am 17. Oktober 1943 der Minenleger SKR-14 verloren. Ob jedoch ein Zusammenhang mit der Minensperre Seekuh 1 gegeben ist, ist ungeklärt. Sowjetische Quellen geben an, der Minenleger sei bei unruhiger See auf eine Sandbank gelaufen und gestrandet. U 636 war bereits am 30. August im Marinestützpunkt in Narvik eingelaufen. Von hier aus verlegte das Boot zunächst nach Bergen, dann nach Tromsø und kehrte am 3. November nach Hammerfest zurück. Von hier aus lief Kommandant Hildebrandt am 6. November zu einer weiteren Minenunternehmung aus, bei der Minen in der südlichen Petschorasee verlegt wurden.       

### Wetterunternehmungen

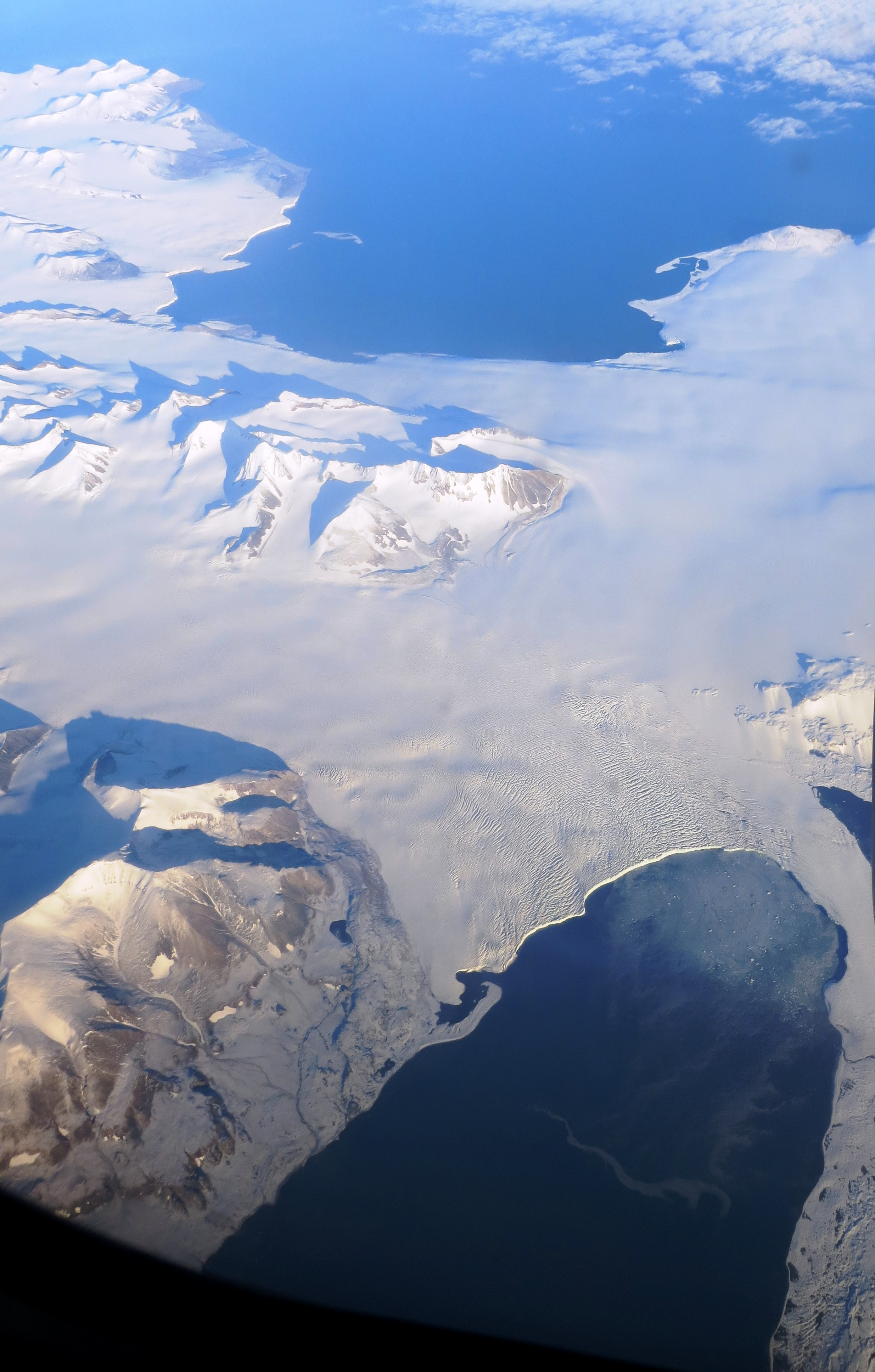
Stormbukta, unten rechts

Gegen Ende des Jahres 1944 wurde U 636 im Rahmen der arktischen Wetterbeobachtung in den Aufbau und die Versorgung der Wetterstationen der Wehrmacht in der Arktis miteinbezogen. Anfang Dezember lief das Boot von Narvik nach Spitzbergen aus, um die bemannte Wetterstation "Landvik" zu versorgen, die sich an der Südspitze der Hauptinsel befand. Das Boot erreichte am Nachmittag des 9. Dezember die Stormbukta im Süden Spitzbergens, aber Kommandant Schendel entschloss sich aufgrund schlechter Sicht und nicht erkennbarer Riffe die Anlandung der geladenen Ersatzteile auf den folgenden Tag zu verschieben. 
Trotz inzwischen aufgekommenen Windes und somit zunehmender Brandung gelang es am nächsten Morgen, eine Fahrt mit dem motorisierten Schlauchboot von U 636 zu unternehmen. Gegen Nachmittag verließ das Boot die Stormbukta. Die Wetterstation konnte mit Hilfe der gelieferten Ersatzteile betriebsbereit gemacht werden.
Die Station "Landvik" wurde im Auftrag der Abwehr durch die Luftwaffe betrieben. Dafür waren dem Fliegerführer 3 in Norwegen zwei norwegische Kollaborateure unterstellt, die in der Wetterhütte mit dem Codenamen "Landvik" an der Stormbukta stationiert waren. Sie sendeten von nun an täglich um 02:00, 05:00, 08:00, 14:00 und 19:00 Uhr Daten zur deutschen Funkstelle in Bardufoss. Erhoben und übermittelt wurden die Temperatur, die Windrichtung und -stärke, der Luftdruck und die Luftfeuchtigkeit. Einmal in der Woche wurden diese Daten durch eine Eismeldung ergänzt.
Nach der Versorgung der Station versuchte Kommandant Schendel, sich bei dem Angriff auf einen Nordmeergeleitzug zu beteiligen, aber U 636 wurde durch eine Fairey Swordfish, die von einem Geleitflugzeugträger gestartet war, stark beschädigt und musste zum Stützpunkt zurückkehren.

## Ende des Bootes
U 636 wurde am 1. April 1945 nordwestlich von Irland durch Wasserbomben der HMS Bazely, der HMS Drury und der HMS Bentick versenkt.